# Хосе Антоніо Рока
Хосе Антоніо Рока Гарсія (ісп. José Antonio Roca García, 24 травня 1928, Мехіко — 4 травня 2007, Мехіко) — мексиканський футболіст, що грав на позиції захисника за клуби «Астуріас», «Некакса», «Сакатепек» та «Атланте», а також національну збірну Мексики. По завершенні ігрової кар'єри — тренер.

## Клубна кар'єра
У футболі дебютував 1947 року виступами за команду «Астуріас», в якій провів три сезони. 
Своєю грою за цю команду привернув увагу представників тренерського штабу клубу «Некакса», до складу якого приєднався 1950 року. Відіграв за команду з Агуаскальєнтеса наступні чотири сезони своєї ігрової кар'єри.
1954 року уклав контракт з клубом «Сакатепек», у складі якого провів наступні дев'ять років своєї кар'єри гравця. За цей час двічі виграв титул чемпіона Мексики и двічі став володарем Кубку.
Завершив професійну ігрову кар'єру у клубі «Атланте» у 1969 році.

## Виступи за збірну
4 вересня 1949 року дебютував в офіційних матчах у складі національної збірної Мексики. Протягом кар'єри у національній команді провів у її формі 11 матчів.
У складі збірної був учасником чотирьох чемпіонатів світу:
як гравець взяв участь в чемпіонаті світу 1950 року у Бразилії, чемпіонаті світу 1954 року у Швейцарії, чемпіонаті світу 1958 року у Швеції;
як тренер — у чемпіонаті світу 1978 року в Аргентині.

## Кар'єра тренера
Розпочав тренерську кар'єру, повернувшись до футболу після тривалої перерви, 1970 року, очоливши тренерський штаб клубу «Америка».
1977 року став головним тренером збірної команди Мексики, тренував збірну Мексики один рік. Під його керівництвом мексиканці брали участь у ЧС-1978 в Аргентині.
Згодом протягом 1982–1984 років очолював тренерський штаб клубу «Толука».
Протягом тренерської кар'єри також очолював «Атлас».
Останнім місцем тренерської роботи був клуб «Некакса», головним тренером команди якого Хосе Рока був з 1984 по 1985 рік.
Помер 4 травня 2007 року на 79-му році життя у Мехіко.

## Титули і досягнення
Гравець
- Переможець Чемпіонату НАФК: 1949
- Чемпіон Мексики (2):

«Сакатепек»: 1954-1955, 1957-1958
- Володар Кубку Мексики (2):

«Сакатепек»: 1956-1957, 1958-1959
Тренер
- Переможець Чемпіонату націй КОНКАКАФ: 1977